# ツムブリ
ツムブリ（錘鰤、学名 Elagatis bipinnulata） は、スズキ目アジ科に分類される海水魚の一種。ブリに似た大型魚で、全世界の熱帯・亜熱帯海域に分布する。食用や釣りの対象としても利用される。アジ科の分類上では1種のみでツムブリ属 Elagatis に分類されている。
日本での地方名はスギ（伊豆諸島）、オキブリ（三重・和歌山）、マルバマチ（和歌山）、キツネ（高知）、ウメキチ、メキチ、ツンブイ、チョカキン（鹿児島）、トリカジマワシ（鹿児島県甑島）、ヤマトナガイユ（沖縄）等がある。

## 特徴
成魚は全長1mほどだが、最大で全長180cm・体重46.2kgの記録がある。体は前後に細長い紡錘形で、吻が前方に尖る。体色は背側が暗緑色-藍色、腹側は白か黄色をしている。体側は黄色か黄緑色で、水色の縦帯が2本走る。臀鰭の前の2遊離棘は皮下に埋もれる。第二背鰭と臀鰭の後ろに小離鰭が各1基ある。尾鰭は三日月形で大きい。ブリ、ヒラマサ、カンパチ等に近縁だが、頭部が前方に細長く尖ることと小離鰭をもつことで区別できる。和名の「ツム」は紡錘の古語で、ブリに似ていて体が細長い紡錘形をしていることに因る。英名の"Rainbow runner"は、体側の縦縞が虹のようであることに由来する。
全世界の熱帯・温帯海域に分布する。日本近海では朝鮮半島以南・房総半島以南で見られるが、南西諸島や伊豆・小笠原諸島で個体数が多く、本州沿岸等では稀である。ブリ、ヒラマサ、カンパチよりは南方系の分布を示す。
沿岸から沖合いの浅い海に生息し、水深150mからの記録もあるが、通常は表層で生活する。群れをなして高速で泳ぎ、遊泳性の小魚や甲殻類を捕食する。
釣りや定置網等で漁獲される。大型魚なので釣りの対象としても人気がある。身は美味で刺身、照り焼き等で食べられる。但し大型個体ではシガテラ中毒も報告されている。